# یواس‌اس پتریوت (پی‌وای‌سی-۴۷)
یواس‌اس پتریوت (پی‌وای‌سی-۴۷) (به انگلیسی: USS Patriot (PYc-47)) یک کشتی بود که طول آن ۹۶ فوت ۶ اینچ (۲۹٫۴۱ متر) بود. این کشتی  در سال ۱۹۳۰ ساخته شد.